# O2 Slovakia
O2 Slovakia — словацкая телекоммуникационная компания, провайдер мобильной связи в стране. Образована в 2002 году, самостоятельную деятельность под именем Telefónica in Slovakia начала 2 февраля 2007 с 600 тысячами абонентов (ныне активно услугами компании пользуются 400 тысяч человек). К 1 сентября 2015 года в распоряжении оператора было 1,7 млн. активных SIM-карт (3 месяца срок активности). Компания является дочерним предприятием O2 Czech Republic, владелец — PPF.

## Услуги
Компания предоставляет услуги связи в GSM-сети (частота 900 и 1800 МГц), UTMS (3G) с 7 сентября 2006 года. Использует технологии финской компании Nokia. С 2014 года развивается её собственная 4G-сеть на частотах 800 и 1800 МГц. Номера абонентов O2 Slovakia начинаются с префиксов 940, 944, 948 и 949. Формат номера: +421 94x yyy yyy, где x - последняя цифра префикса, y - цифра из собственно номера. Также доступны услуги EDGE, HSPDA, HSUPA, LTE.

## Иные провайдеры
- T-Mobile Slovensko
- Orange Slovensko
- Tesco Mobile